# Comtat d'Yvois
El comtat d'Yvois (o Ivois) fou una jurisdicció del Sacre Imperi Romanogermànic amb centre a la població d'Yvois (també Yvoy, Yvoi, Ivoy, Ivois, Ivoix) que des de 1662 s'anomena Carignan (sense relació amb la Carignano del Piemont que va donar nom al principat de Carignan).
Va existir fins al final del segle XI quan la construcció del castell de Chiny va donar aquest nom al seu territori. El comtat estava entre el Mosa i el Semois a l'est darrere les ciutats de Longlier i Neufchâteau, amb els deganats d'Ivois i Juvigny. La major part del territori es troba avui dia a Bèlgica però la ciutat de Carignan està a França a tocar de la frontera.

## Història
En la partició de Meerssen del 870 els dos comtats del pagus Wavrense (Metz i Yvois, no esmentats pel seu nom) foren assignats a Carles II el Calb. Hauria tingut comtes propis però el primer conegut és Raül o Rodolf, que podria ser el Rodolf fill de Ricfrid esmentat com a comte a Betuwe (després comtat de Loon o Looz), del qual no s'esmenta el comtat que governava però en cartes de la seva vídua i un dels seus fills s'anomena Longlier que era un dels deganats d'Yvois; havia mort el 8 de febrer del 946, perquè el necrològic de Gorze assenyala la seva mort el 8 de febrer i la seva esposa Eva rebia una donació de l'emperador Otó I el 13 d'agost del 946 quan ja havia de ser mort.
Va tenir un fill, Raül o Rofolf II, successor (tot i no ser esmentat com a comte), ja que va fer una donació el 960 en la qual s'identifica com fill de Raül (Rodolf) I i d'Eva, vassall del bisbe Wigfred, i parent d'Otó (identificat com Otó comte de Bidgau) i de Gislebert, germans i comtes; aquest documentat està subscrit per "Gotdefridi comitis et fratris eius Heinrici" que seria Godofreu I de Verdun; un germà de Raül II, de nom Conó o Conrad, va morir en la batalla de Crotona contra els sarraïns el 15 de juliol del 982 i és anomenat com a "Cunradus filius Ruodolfi quondam comitis".
Després apareix com a comte Esteve, que ho era de Porcien, casat amb Fedevila, i fundador del priorat de Thin le Moutier a Porcien i del castell de Mirwart a Yvois. Se sap que va fer una donació el 955; es diu també que va fer una donació a l'abadia de Chauvency (prop de Montmédy) després de quedar paralitzat, i aquestes paraules s'han interpretat com que havia envaït Yvois i havia expulsat al comte Raül II quedant immobilitzat al comtat per defensar-lo més que com a que havia quedar paralític. El comtat com a tal és esmentat en document del 21 de novembre del 955 on en un acord entre un senyor i l'arquebisbe de Trèveris es parla del comitatu Ivotio.
Després d'Esteve no se sap que va passar; pocs anys després el comtat d'Yvois estava en mans d'Otó I senyor de Warq i de la casa de Vermandois (fill d'Albert o Adalbert I de Vermandois), que s'hi hauria imposat militarment; el seu fill i successor Lluís I, va agafar el títol de comte de Chiny quan va construir el castell d'aquest nom. A Porcien es produeix també un període de prop d'un segle de silenci i després apareix una nova nissaga comtal.

## Llista de comtes
- Desconeguts, abans de 925
- Raül o Rodolf I vers 925-945
- Raül o Rodolf II vers 945-955
- Esteve de Porcien vers 955-970/980
- Otó I de Warq vers 970/980-992
- Lluís I, primer comte de Chiny 992-1025

Vegeu: Comtat de Chiny